# فريدريك فون مولر
فريدريك فون مولر (بالألمانية: Friedrich von Müller)‏ هو محامي ودبلوماسي ألماني، ولد في 13 أبريل 1779 في كونرايت في ألمانيا، وتوفي في 21 أكتوبر 1849.